# Antonino Pennisi
Antonino Pennisi (Catania, 28 settembre 1954) è un filosofo e linguista italiano. Dal 2012 al 2018 ha diretto il Dipartimento di Scienze Cognitive, Psicologiche, Pedagogiche e degli Studi Culturali dell'Università di Messina, presso cui è titolare della cattedra di filosofia del linguaggio. I suoi interessi riguardano prevalentemente la psicopatologia del linguaggio e, più in generale, la relazione tra linguaggio, evoluzione e cognizione umana.

## Biografia
Consegue la laurea in Lettere Moderne presso la Facoltà di Lettere e Filosofia dell'Università di Catania nel dicembre 1978, con una tesi dal titolo I presupposti ideologici della teoria della storia linguistica di B. Terracini, sotto la guida di Franco Lo Piparo. Vince nel 1983 il concorso libero per ricercatore e da quell'anno fino al 1992 svolge la carica presso l'Istituto di Filosofia della Facoltà di Magistero dell'Università di Messina. Nel 1992 diventa professore associato di filosofia del linguaggio nella Facoltà di Magistero di Messina fino al 2000, anno in cui vince la procedura di valutazione per l'ordinariato. Dal 1999 al 2004 è direttore del Dipartimento di Scienze cognitive e della formazione della Facoltà di Scienze della Formazione e dal 2007 al 2012 preside presso la stessa Facoltà. Dal 2003 è coordinatore del Collegio di Dottorato in Scienze cognitive dell'Università di Messina.

## Aree di ricerca

### Psicopatologia del linguaggio
L'ipotesi di base per l'analisi del linguaggio psicopatologico parte da un confronto sistematico tra il linguaggio psicotico nelle sue due declinazioni più significative – quella schizofrenica e quella paranoica – con il linguaggio tipico delle patologie cerebrali e con quello caratteristico dei soggetti normali. La tesi dell’autore è che i soggetti psicotici, a differenza di quelli con deficit cerebrali, non mostrino difficoltà visibili dal punto di vista dell’articolazione fonica, della proprietà lessicale o della capacità sintattica e semantica, ma che invece la cifra elettiva del loro linguaggio consista in un depauperamento della complessità dei significati. Questo impoverimento della dimensione della complessità si manifesta nella schizofrenia con un linguaggio privato e pragmaticamente inadeguato, e nella paranoia con un unico tema delirante che riassume e congela tutto il destino del soggetto. La psicopatologia del linguaggio rappresenta inoltre una delle sfide più difficili per le scienze cognitive, in quanto le psicosi, tra tutte la schizofrenia, sembrano a tutt’oggi resistere ad ogni tentativo di spiegazione neuroscientifica.

### Linguaggio ed evoluzione
Nell'impostazione filosofica di Pennisi, il linguaggio può essere considerato una forma di tecnologia corporea. Il linguaggio è, in particolare, la tecnologia specie-specifica di Homo sapiens che ne ha caratterizzato l'adattamento a tal punto da rischiare di minacciarne l'esistenza. La cognitività linguistica del Sapiens, infatti, modificando profondamente le regole stesse dell'evoluzione biologica se da un lato ci ha consentito di essere i dominatori naturali dell'intero pianeta, dall'altro è "ciò che beffardamente ci avvicina alla fine, il messaggero della nostra imminente estinzione".
In continuità con le tesi sul linguaggio, Pennisi propone un nuovo concetto di biopolitica, in antitesi con il concetto sviluppato da Michel Foucault. In particolare, egli propone di investigare i fenomeni sociali e politici mediante la comprensione delle dinamiche naturali che li sottendono. L'errore di Platone è, nel sistema di idee proposto da Pennisi, l'idea di poter ingegnerizzare la società e di poterme controllare ogni possibile esito. Ancora una volta, tale illusione è data dal linguaggio e dalla razionalità linguistica che contraddistingue Homo sapiens. Accadimenti come le crisi economiche – al pari di altri fenomeni sociopolitici – possono essere compresi solo se si indagano i fenomeni naturali che ne stabiliscono le dinamiche, come ad esempio i flussi migratori e la riproduzione.

## Opere
- Antonino Pennisi e Alessandra Falzone (Eds.), The Extended Theory of Cognitive Creativity. Interdisciplinary Approaches to Performativity, Switzerland AG, Springer-Verlag, 2020.
- Antonino Pennisi e Alessandra Falzone, Darwinian Biolinguistics. Theory and History of a Naturalistic Philosophy of Language and Pragmatics, Switzerland AG, Springer-Verlag, 2016.
- L'errore di Platone, Bologna, Società editrice il Mulino, 2014.
- Antonino Pennisi e Alessandra Falzone, Il prezzo del linguaggio, Bologna, Società editrice il Mulino, 2010.
- L’isola timida. Forme di vita nella Sicilia che cambia, Roma, Squilibri, 2008.
- Antonino Pennisi e Pietro Perconti, Le scienze cognitive del linguaggio, Bologna, Società editrice il Mulino, 2006.
- Antonino Pennisi e Rosalia Cavalieri, Scienze cognitive e patologie del linguaggio, Bologna, Società editrice il Mulino, 2001.
- Segni di luce, Soveria Mannelli (CZ), Rubbettino Editore, 2002.
- Psicopatologia del linguaggio: storia, analisi, filosofie della mente, Roma, Carocci editore, 1998.
- Le lingue mutole: le patologie del linguaggio fra teoria e storia, Roma, NIS-Nuova Italia Scientifica, 1994.